# Романова Марія Володимирівна
Марія Володимирівна Романова (рос. Мария Владимировна Романова; 23 грудня 1953, Мадрид, Іспанія) — російська громадська діячка.

## Біографія
Єдина дитина великого князя Володимира Кириловича Романова. Навчалася в Оксфордському університеті, вільно володіє англійською, французькою та іспанською, також знає німецьку італійську і арабську мови. Живе в Іспанії.
У 1989 році після смерті Василя Олександровича, через брак інших спадкоємців чоловічої статі (на думку Володимира Кириловича), була проголошена своїм батьком спадкоємицею Російського престолу. У 1992 році після смерті Володимира Кириловича видала «Маніфест про прийняття верховенства в Російському Імператорському Домі» і оголосила свого сина Георгія — Спадкоємцем-Цесаревичем. З точки зору прихильників її прав на російський престол (кирилівців) є де-юре імператрицею Всеросійською Марією I.
В квітні 1992 року вперше відвідала Росію і з тих пір часто відвідує колишній простір Російської імперії — безліч міст Росії, України, Грузії, Білорусі, Вірменії, Узбекистану і Придністров'я. Веде програми, пов'язані з церковною та дитячої благодійністю, зокрема, в 2010 році нею були передані частки Хреста Господнього Свято-Іоаннівському монастирю на Карпівці в Санкт-Петербурзі, частка мощей Святої Катерини Єкатерининському Собору в Царському Селі тощо.
1 грудня 2005 року її представник направив в Генеральну прокуратуру Російської Федерації заяву про реабілітацію розстріляних в 1918 році останнього російського імператора Миколи II і членів його сім'ї як жертв політичних репресій; за цією заявою, після низки відмов у його задоволенні, 1 жовтня 2008 року Президія Верховного суду Російської Федерації ухвалила рішення про реабілітацію останнього російського імператора Миколи II і членів його сім'ї. 30 жовтня того ж року повідомлялося, що Генеральна прокуратура Російської Федерації ухвалила рішення про реабілітацію 52 осіб з оточення імператора Миколи II і його сім'ї.
В грудні 2008 року прийняла під своє заступництво Російський державний торгово-економічний університет.
28 червня 2009 року директор «Канцелярії глави російського імператорського дому її імператорської високості государині великої Княгині Марії Володимирівни» (некомерційна організація, яка представляє її інтереси в Росії) Олександр Закатов повідомив про бажання Російського імператорського дому Романових повернутися в Росію.
1 і 2 липня 2011 року по офіційним запрошенням князя Монако спільно з сином була присутня на богослужіннях і світських урочистостях з нагоди одруження Альбера II з його нареченою Шарлін Віттсток.
25 квітня 2012 року сторожовий корабель «Ярослав Мудрий» був переданий під шефство Марії Володимирівни.
У 2013 році очолила ряд громадських, благодійних, культурних і наукових заходів в Росії і за кордоном, присвячених 400-річчю Дому Романових. Взяла під своє заступництво престижну літературну премію «Спадщина», засновану Російським Імператорським Домом спільно з Російським союзом письменників в 2013 році. Премія має на меті пошук талановитих творів, присвячених Росії, її багатовікової історії та патріотизму. Поети з любовною, філософською та громадянською лірикою також мають шанс на номінацію, але за умови дійсно високохудожніх творів. За підсумками року випускається елітне видання серії книг номінантів премії і реєструється в Російській Книжковій палаті, яка відправляє їх в основні державні бібліотеки.
З 2014 року — Голова опікунської ради Імператорського Фонду дослідження онкологічних захворювань.
В 2014 році підтримала анексію Криму, за що 10 травня 2017 року була внесена в базу даних сайту «Миротворець». В 2018 році в ознаменування 235-річчя приєднання Кримського півострова до Російської імперії Марія Володимирівна і її син Георгій Михайлович здійснили поїздку до Криму. З 28 травня по 3 червня вони відвідали Сімферополь, Севастополь, Феодосію. Крім того, в суботу 2 червня під час візиту до Керчі імператорська сім'я проїхала на російському автомобілі LADA Largus по Кримському мосту, за кермом був сам Георгій Михайлович.
В березні 2022 року засудила російське вторгнення в Україну.

## Сім'я
В 1976 році вступила в шлюб з принцом Францом Вільгельмом Прусським, який став називатися великим князем Михайлом Павловичем. На вінчанні, яке відбулось в Мадриді 22 вересня 1976 року в церкві Святих Апостола Андрія Первозванного і Великомученика Димитрія Солунського, були присутні: король Іспанії Хуан Карлос I і королева Софія, король Італії Умберто II, Цар Болгарії Симеон II, вдова Цариця Болгарії Іоанна, Королева Єгипту Фаріда з дочкою, Король Албанії у вигнанні Лека I з дружиною, принц Миколай Румунський з дружиною, Глава Португальського Королівського Дому Дуарте Піу, члени Іспанського Королівського Дому, Грузинського Царського Дому, Шлейзвіг-Гольштайнського Герцогського Дому, Ольденбурзького Герцогського Дому, герцогиня Кармен Франко, військові, дипломати і представники російської еміграції. З благословення Синоду Російської православної церкви закордоном на церемонію була доставлена Курська Корінна ікона Божої Матері.
13 березня 1981 року в пари народився син Георгій Михайлович. 19 червня 1985 року шлюб був розірваний, Франц Вільгельм при цьому залишився в православній вірі. Марія Володимирівна і її колишній чоловік є братом і сестрою в шостому покоління: обидва — нащадки прусського короля Фрідріха Вільгельма III і Луїзи Мекленбург-Стреліцької.

## Нагороди

### Дім Романових
Марія Володимирівна є головою всіх династичних орденів Романових.
- Орден Андрія Первозванного з ланцюгом
- Орден Святого Олександра Невського особливого ступеня
- Орден Святої Катерини особливого ступеня
- Орден Білого Орла
- Орден Святого Георгія 1-го ступеня
- Орден Святого Володимира 1-го ступеня
- Відзнака Святої Анастасії
- Орден Святої Анни 1-го ступеня
- Орден Святителя Миколая Чудотворця 1-го ступеня
- Орден Святого Станіслава 1-го ступеня
- Відзнака Святої Ольги особливого ступеня
- Орден Святого Архангела Михаїла

### Інші династії
- Орден Цариці Савської, велика стрічка (Ефіопська імператорська сім'я)
- Орден Цариці Тамари, великий хрест з ланцюгом (Грузинська царська сім'я)
- Орден Крила Святого Михаїла, великий хрест (Португальська королівська сім'я)

### Російська православна церква
- Орден святої рівноапостольної княгині Ольги 1-го ступеня (2004)
- Почесний знак «На славу Жінок-Мироносиць» (Волгоградська і Камишинська єпархія РПЦ; 16 травня 2005)
- Орден Святої Параскеви 1-го ступеня (Молдавська православна церква Московського патріархату; 2009)
- Орден Святителі Іоанна Шанхайського і Сан-Франциського 1-го ступеня (Російська православна церква за кордоном; 2010)
- Орден Святої Великомучениці Варвари 1-го ступеня (УПЦ МП; 2011)
- Синодальний знаменський орден Курської Корінної Божої Матері 1-го ступеня (Російська православна церква за кордоном; 2013)
- Орден преподобного Святого Сергія Радонезького 1-го ступеня (2014) — «враховуючи працю на благо Церкви і у зв'язку з 60-річчям від дня народження»

### Росія
- Орден «За заслуги» (Інгушетія) (2012)
- Міжнародна премія «Людина року — 2012» — «за подвижницьку діяльність в сфері культури, освіти, благодійності і у зв'язку з 400-річчям Дому Романових»
- Почесний член Імператорського православного палестинського товариства (2012)
- Почесний член Російської академії мистецтв (2013)
- Ювілейна медаль «70 років Новгородські області» (2015)
- Почесний член Союзу письменників Республіки Крим (2018)
- Медаль Асамблеї російського дворянства
- Почесна громадянка Іволгинського району

### Інші країни або невизнані формування
- Орден Білого Орла (Польща)
- Бальї Великого хреста честі та відданості (Мальтійський орден)
- Почесна громадянка міста Агрідженто (Італія; 12 грудня 2008)
- Орден Республіки (ПМР) (2009)